# Playa Granada

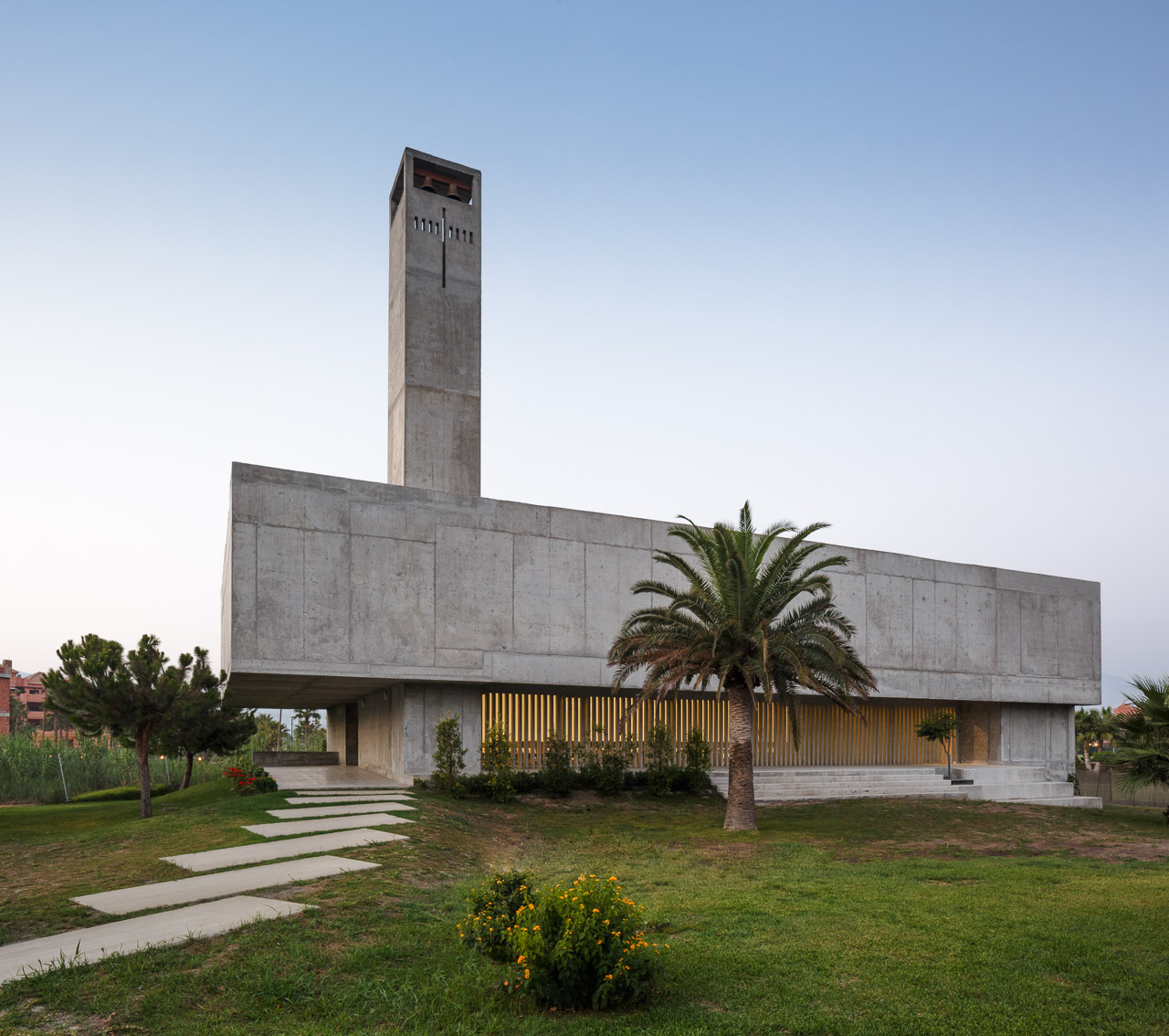
Iglesia de Santa Josefina Bakhita en Playa Granada.

Playa Granada es una localidad y pedanía española perteneciente al municipio de Motril, en la provincia de Granada, comunidad autónoma de Andalucía. Está situada en la parte central de la comarca de la Costa Granadina. Cerca de esta localidad se encuentran los núcleos de El Varadero y Salobreña.

## Historia
Tras recibir el terreno en el que se asienta como regalo, en los años 60 esta localidad fue la escogida por el Rey Balduino y la Reina Fabiola de Bélgica para establecer su residencia veraniega oficial, llamada Villa Astrida, y fue precisamente en esa finca donde fallecería el Rey Balduino en el verano de 1993.

## Eventos periódicos
Todos los años tiene lugar, un domingo a principios de junio, el Motril Air Show. Como en la mayoría de las playas del Mediterráneo, se suele celebrar también la Noche de San Juan el 23 de junio, con barbacoas y encuentros en la playa

## Demografía
Según el Instituto Nacional de Estadística de España, en el año 2022 Playa Granada contaba con 558 habitantes censados, de los cuales 304 son hombres y 254 son mujeres.